# Neoperla cameronis
Neoperla cameronis är en bäcksländeart som beskrevs av Peter Zwick 1988. Neoperla cameronis ingår i släktet Neoperla och familjen jättebäcksländor. Inga underarter finns listade i Catalogue of Life.